# روجر همفريز
روجر همفريز (بالإنجليزية: Roger Humphries)‏ هو عازف جاز أمريكي، ولد في 30 يناير 1944 في بيتسبرغ في الولايات المتحدة.

## وصلات خارجية
- الموقع الرسمي
- روجر همفريز على موقع ميوزك برينز (الإنجليزية)
- روجر همفريز على موقع أول ميوزيك (الإنجليزية)
- روجر همفريز على موقع ديسكوغز (الإنجليزية)